# Tournoi de clôture du championnat du Salvador de football 2011
Navigation
Édition précédente Édition suivante
Le Tournoi Clausura 2011 est le vingt-sixième tournoi saisonnier disputé au Salvador.
C'est cependant la 73e fois que le titre de champion du Salvador est remis en jeu.
Lors de ce tournoi, l'AD Isidro-Metapan a tenté de conserver son titre de champion du Salvador face aux neuf meilleurs clubs salvadoriens.
Chacun des dix clubs participant était confrontés deux fois aux neuf autres équipes. Puis les quatre meilleurs se sont affrontés lors d'une phase finale à la fin du tournoi.
Seulement une place était qualificative pour la Ligue des champions de la CONCACAF.

## Les 10 clubs participants
| \| CD Águila Alianza FC CD Atlético Marte Univ. El Salvador CD Atlético Balboa Alianza FC CD Atlético Marte Univ. El Salvador Club Deportivo FAS AD Isidro-Metapan CD Luis Ángel Firpo Once Municipal Alianza FC CD Atlético Marte Univ. El Salvador CD Vista Hermosa \| Localisation des clubs. |
| CD Águila Alianza FC CD Atlético Marte Univ. El Salvador CD Atlético Balboa Alianza FC CD Atlético Marte Univ. El Salvador Club Deportivo FAS AD Isidro-Metapan CD Luis Ángel Firpo Once Municipal Alianza FC CD Atlético Marte Univ. El Salvador CD Vista Hermosa                               |

| Club                          | Stade                        | Capacité | Ville                |
| CD Águila                     | Stade Juan Francisco Barraza | 10 000   | San Miguel           |
| Alianza FC                    | Stade Cuscatlán              | 45 925   | San Salvador         |
| CD Atlético Balboa            | Stade Marcelino Imbers       | 4 000    | La Unión             |
| CD Atlético Marte             | Stade Cuscatlán              | 45 925   | San Salvador         |
| Club Deportivo FAS            | Stade Oscar Quiteño          | 15 000   | Santa Ana            |
| AD Isidro-Metapan             | Stade Jorge Calero Suárez    | 8 000    | Metapán              |
| CD Luis Ángel Firpo           | Stade Sergio Torres          | 5 000    | Usulután             |
| Once Municipal                | Stade Simeón Magaña          | 5 000    | Ahuachapán           |
| CD Universidad de El Salvador | Stade Universitario UES      | 10 000   | San Salvador         |
| CD Vista Hermosa              | Stade Correcaminos           | 12 000   | San Francisco Gotera |

## Compétition
Le tournoi Clausura se déroule de la même façon que le tournoi saisonnier précédent, en deux phases :
- La phase de qualification : les dix-huit journées de championnat.
- La phase finale : les matchs aller-retour allant des demi-finales à la finale.

### Phase de qualification
Lors de la phase de qualification les dix équipes affrontent à deux reprises les neuf autres équipes selon un calendrier tiré aléatoirement.
Les quatre meilleures équipes sont qualifiées pour les demi-finales.
Le classement est établi sur le barème de points classique (victoire à 3 points, match nul à 1, défaite à 0).
Le départage final se fait selon les critères suivants :
- Le nombre de points.
- La différence de buts générale.
- Le nombre de buts marqué.

#### Classement
| Rang | Équipe                            | Pts | J  | G | N | P  | Bp | Bc | Diff |
| ---- | --------------------------------- | --- | -- | - | - | -- | -- | -- | ---- |
| 1    | Alianza FC                        | 29  | 18 | 8 | 5 | 5  | 32 | 21 | +11  |
| 2    | Club Deportivo FAS                | 29  | 18 | 7 | 8 | 3  | 29 | 24 | +5   |
| 3    | AD Isidro-Metapan (T)             | 29  | 18 | 9 | 2 | 7  | 26 | 24 | +2   |
| 4    | CD Luis Ángel Firpo               | 28  | 18 | 8 | 4 | 6  | 24 | 15 | +9   |
| 5    | CD Águila                         | 27  | 18 | 7 | 6 | 5  | 27 | 21 | +6   |
| 6    | CD Atlético Marte                 | 27  | 18 | 8 | 3 | 7  | 25 | 24 | +1   |
| 7    | CD Vista Hermosa                  | 26  | 18 | 6 | 8 | 4  | 19 | 15 | +4   |
| 8    | CD Universidad de El Salvador (P) | 17  | 18 | 3 | 8 | 7  | 14 | 25 | -11  |
| 9    | Once Municipal                    | 15  | 18 | 2 | 9 | 7  | 17 | 27 | -10  |
| 10   | CD Atlético Balboa                | 14  | 18 | 3 | 5 | 10 | 11 | 28 | -17  |

| Légende : Qualifications et relégations | Légende : Qualifications et relégations                  |
| --------------------------------------- | -------------------------------------------------------- |
|                                         | Qualifié pour les demi-finales                           |
|                                         | (T) : Tenant du titre (P) : Promu de la saison 2009-2010 |

#### Matchs
| Résultats (▼dom., ►ext.)                                   | Agu | Ali | Bal | Mar | FAS | Lui | Isi | Onc | Uni | Vis |
| CD Águila                                                  |     | 3-2 | 2-0 | 1-1 | 1-1 | 1-0 | 2-1 | 3-1 | 2-0 | 1-1 |
| Alianza FC                                                 | 4-2 |     | 1-1 | 1-0 | 4-0 | 0-0 | 1-4 | 3-0 | 5-0 | 4-1 |
| CD Atlético Balboa                                         | 0-4 | 2-1 |     | 3-0 | 0-0 | 0-2 | 1-0 | 1-1 | 1-2 | 0-2 |
| CD Atlético Marte                                          | 3-3 | 2-1 | 2-0 |     | 1-2 | 1-0 | 1-2 | 5-2 | 1-0 | 0-1 |
| Club Deportivo FAS                                         | 2-0 | 1-1 | 3-0 | 2-0 |     | 2-0 | 1-3 | 2-2 | 1-1 | 1-1 |
| CD Luis Ángel Firpo                                        | 2-1 | 3-0 | 4-0 | 4-1 | 2-2 |     | 2-0 | 2-1 | 1-1 | 1-0 |
| AD Isidro-Metapan                                          | 2-1 | 0-1 | 2-1 | 2-2 | 2-4 | 2-1 |     | 2-2 | 2-0 | 1-0 |
| Once Municipal                                             | 0-0 | 1-1 | 1-0 | 0-1 | 3-3 | 1-0 | 0-1 |     | 1-1 | 1-1 |
| CD Universidad de El Salvador                              | 1-0 | 1-2 | 1-1 | 0-2 | 1-2 | 0-0 | 1-0 | 0-0 |     | 2-2 |
| CD Vista Hermosa                                           | 0-0 | 0-0 | 0-0 | 0-2 | 2-0 | 2-0 | 3-0 | 1-0 | 2-2 |     |
| - Victoire à domicile - Match nul - Victoire à l'extérieur |     |     |     |     |     |     |     |     |     |     |

### Classement cumulatif
| Rang | Équipe                            | Pts | J  | G  | N  | P  | Bp | Bc | Diff |
| ---- | --------------------------------- | --- | -- | -- | -- | -- | -- | -- | ---- |
| 1    | AD Isidro-Metapan (C)             | 63  | 36 | 19 | 6  | 11 | 60 | 51 | +9   |
| 2    | Alianza FC                        | 62  | 36 | 17 | 11 | 8  | 58 | 34 | +24  |
| 3    | CD Luis Ángel Firpo               | 59  | 36 | 16 | 11 | 9  | 48 | 32 | +16  |
| 4    | CD Águila                         | 58  | 36 | 16 | 10 | 10 | 49 | 40 | +9   |
| 5    | Club Deportivo FAS                | 46  | 36 | 11 | 13 | 12 | 48 | 52 | -4   |
| 6    | CD Vista Hermosa                  | 44  | 36 | 9  | 17 | 10 | 39 | 40 | -1   |
| 7    | CD Atlético Marte                 | 44  | 36 | 12 | 8  | 16 | 47 | 52 | -5   |
| 8    | CD Atlético Balboa                | 43  | 36 | 10 | 13 | 13 | 32 | 44 | -12  |
| 9    | CD Universidad de El Salvador (P) | 33  | 36 | 6  | 15 | 15 | 37 | 52 | -15  |
| 10   | Once Municipal                    | 29  | 36 | 5  | 14 | 17 | 33 | 54 | -21  |

| Légende : Qualifications et relégations | Légende : Qualifications et relégations                                              |
| --------------------------------------- | ------------------------------------------------------------------------------------ |
|                                         | Ligue des champions de la CONCACAF 2011-2012 (Tour préliminaire)                     |
|                                         | Qualifié pour le barrage de relégation en Segunda División                           |
|                                         | Relégué en Segunda División                                                          |
|                                         | (C) : Vainqueur d'un des deux tournois de l'année (P) : Promu de la saison 2009-2010 |

### Barrage de relégation
| Club           | Aller          | Retour         | Club | Commentaire |
| CD Universidad | Barrage annulé | Barrage annulé | -    |             |

### La phase finale
Les quatre équipes qualifiées sont réparties dans le tableau final d'après leur classement général.
En cas d'égalité lors des demi-finales, c'est l'équipe la mieux classée qui se qualifie. Par contre lors de la finale, si les deux équipes sont à égalité, des prolongations puis une séance de tirs au but ont lieu.

#### Tableau
|  | 1/2 finale          | 1/2 finale          | 1/2 finale         | 1/2 finale | 1/2 finale | 1/2 finale |            |     | Finale | Finale | Finale | Finale | Finale |  |
|  |                     |                     |                    |            |            |            |            |     |        |        |        |        |        |  |
|  |                     |                     |                    |            |            |            |            |     |        |        |        |        |        |  |
|  |                     |                     |                    |            |            |            |            |     |        |        |        |        |        |  |
|  | Alianza FC          | Alianza FC          | (1)                | 1          | 1          |            |            |     |        |        |        |        |        |  |
|  | Alianza FC          | Alianza FC          | (1)                | 1          | 1          |            |            |     |        |        |        |        |        |  |
|  | CD Luis Ángel Firpo | CD Luis Ángel Firpo | (4)                | 1          | 1          |            |            |     |        |        |        |        |        |  |
|  | CD Luis Ángel Firpo | CD Luis Ángel Firpo | (4)                | 1          | 1          | Alianza FC | Alianza FC | (1) | 2      |        |        |        |        |  |
|  |                     |                     |                    |            |            |            | Alianza FC | (1) | 2      |        |        |        |        |  |
|  |                     | Club Deportivo FAS  | Club Deportivo FAS | (2)        | 1          |            |            |     |        |        |        |        |        |  |
|  | Club Deportivo FAS  | Club Deportivo FAS  | Club Deportivo FAS | (2)        | 1          | (2)        | 2          | 2   |        |        |        |        |        |  |
|  | Club Deportivo FAS  | Club Deportivo FAS  |                    |            |            | (2)        | 2          | 2   |        |        |        |        |        |  |
|  | AD Isidro-Metapan   | AD Isidro-Metapan   | (3)                | 3          | 0          |            |            |     |        |        |        |        |        |  |
|  | AD Isidro-Metapan   | AD Isidro-Metapan   | (3)                | 3          | 0          |            |            |     |        |        |        |        |        |  |

#### Demi-finales
| Club               | Aller | Retour | Club                | Commentaire |
| Alianza FC         | 1-1   | 1-1    | CD Luis Ángel Firpo |             |
| Club Deportivo FAS | 2-3   | 2-0    | AD Isidro-Metapan   |             |

#### Finale
| 15 mai 2011 | Alianza FC                              | 2:1   | Club Deportivo FAS   | Stade Cuscatlán          |                          |
|             | Rodolfo Zelaya 41e · Rodolfo Zelaya 74e | (1:0) | Víctor Velásquez 85e | Arbitrage : Marlon Mejía | Arbitrage : Marlon Mejía |

## Bilan du tournoi
| Tableau d'Honneur     |            |
| Compétition           | Vainqueur  |
| Tournoi Clausura 2011 | Alianza FC |

| Qualifications continentales 2011-2012 |            |
| Ligue des champions                    | Qualifiés  |
| Tour Préliminaire                      | Alianza FC |

| Promotions et relégations   |                        |
| Relégué en Segunda División | CD Atlético Balboa     |
| Promu de Segunda División   | Juventud Independiente |

## Statistiques

### Buteurs
| Rang | Nom                     | Équipe             | Buts |
| 1    | Rodolfo Zelaya          | Alianza FC         | 13   |
| 2    | Nicolás Muñoz           | CD Águila          | 12   |
| 3    | Alcides Eduardo Bandera | CD Atlético Marte  | 9    |
| 4    | Juan Moscoso            | Club Deportivo FAS | 7    |
| 5    | 2 joueurs               | 2 joueurs          | 5    |